# Іоанн III (митрополит Київський)
Іоа́нн ІІІ (пом. 1091) — митрополит Київський і всієї Русі, скопець.
Іоанн III за походженням був грек. 1089 року він був возведений на Київську кафедру в Цареграді патріархом Константинопольським Миколаєм Граматиком і цього ж року поїхав на Русь з Великою Княгинею Анною Всеволодівною, сестрою Великого князя Володимира Мономаха.
Керував кафедрою у Києві. Митрополит Іоанн III дав згоду на участь київської православної делегації у соборі у Барі (10-15 вересня 1098), скликаному Папою Урбаном II з метою примирення церков. Члени цієї місії були у місті Барі на освячені перенесеної гробниці св. Миколая Мірлікійського (свято Миколи Теплого). З того часу і почалося піднесення культу святого Миколая на Русі.
Помер митрополит Іоанн ІІІ 1091 року.